# 浄誓寺 (犬山市)
浄誓寺（じょうせいじ）は、愛知県犬山市にある真宗大谷派の寺院。山号は光明山。本尊は阿弥陀如来。本堂が登録有形文化財。隣接地には学校法人光明学園が運営する光明幼稚園がある。

## 歴史
延徳元年（1489年）、心光坊乗阿を開基として創建された。明応5年（1496年）には美濃国揖斐郡池田村に心光坊を建立し、この際に蓮如上人から阿弥陀如来の絵像を下賜されている。
天文元年（1532年）には犬山城下に草庵を移した。元和元年（1615年）には木造の阿弥陀如来像を本尊とし、浄誓寺に改称した。

## 光明幼稚園
第一次ベビーブームが起こった1949年（昭和24年）4月、浄誓寺本堂に厚生省の認可を受けて光明幼児園が設立された。1957年（昭和32年）4月、文部省の認可を受けて光明幼稚園に改称した。1967年（昭和42年）4月には学校法人光明学園を設立した。1980年（昭和55年）4月には犬山市前原西に光明第二幼稚園を開園させた。

## 文化財

### 登録有形文化財
- 本堂
  - 入母屋造、本瓦葺[1]。建築面積191平方メートル[1]。犬山城下の寺内町にあり、境内の中央に東面して建つ[1]。
  - 文化5年（1808年）竣工[1]。1995年（平成7年）改修[1]。

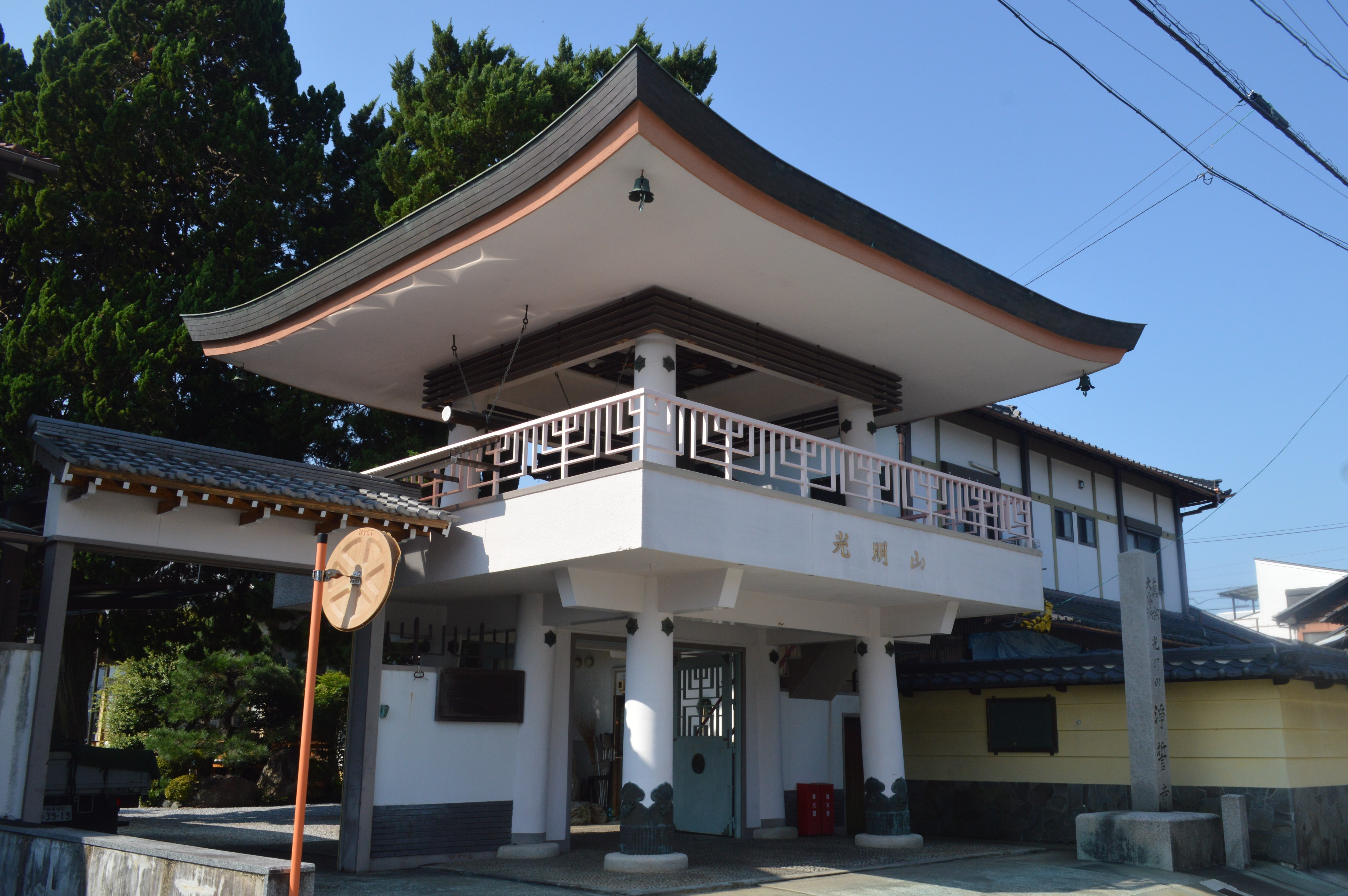
山門